# Полк имени Кастуся Калиновского
Полк имени Кастуся́ Калино́вского (бел. Полк Кастуся Каліноўскага, укр. Полк імені Кастуся Калиновського) — добровольческий пехотный полк (в прошлом батальон), сформированный в феврале 2022 года с целью защиты Украины от российского вторжения, в частности города Киева.
Батальон был сформирован из членов Тактической группы «Беларусь». В рядах полка также числятся граждане Литвы.
21 мая 2022 батальон Кастуся Калиновского объявил о своём расширении и трансформации в полк, поглотив батальоны «Литвин» и «Волат».
Полк назван в честь деятеля польского восстания 1863—1864 гг. Константина (Кастуся) Калиновского.

## История

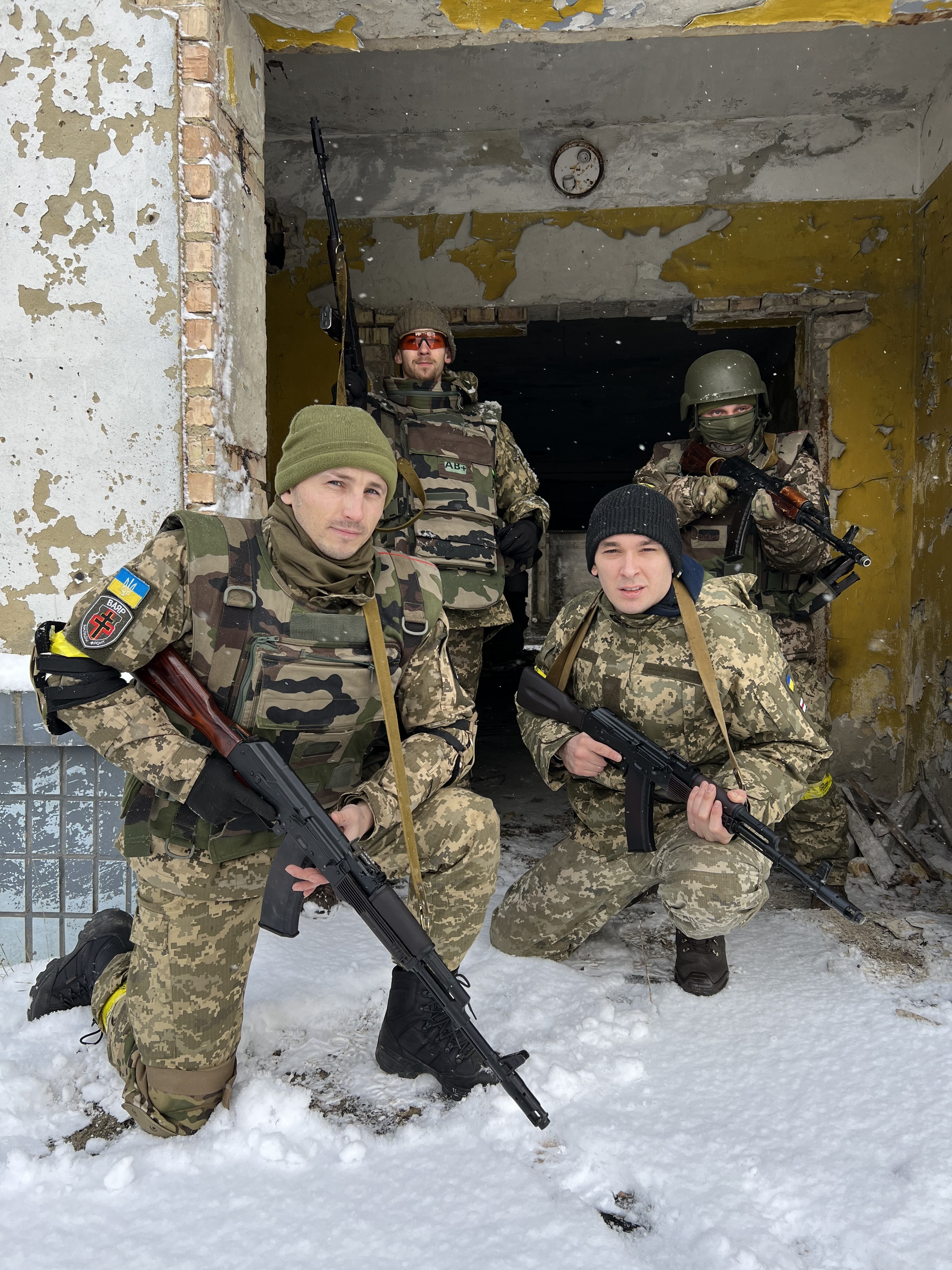
Бойцы Калиновского полка, среди которых лидер «Молодого Фронта» Денис Урбанович, позируют для фотографии 8 марта 2022 года

Белорусские добровольцы участвуют в боевых действиях на востоке Украины с весны 2014 года. Группа белорусских добровольцев участвовала в боях за Пески вблизи Донецкого аэропорта в июле 2014 года. В июне 2015 года была основана тактическая группа «Беларусь», которая принимала участия в боях за Авдеевку, Пески, Волноваху, Марьинку.
Белорусские добровольцы воевали на стороне Украины с 2014 года в разных подразделениях. 9 марта 2022 года после вторжения России на Украину белорусские добровольцы заявили об объединении в одно формирование — Батальон Кастуся Калиновского. Ранее сообщалось, что в составе батальона находится более 200 человек, ещё 300 белорусов, готовых присоединиться к батальону, проходили подготовку в Польше. Действуют они преимущественно в обороне Киева.
25 марта батальон белорусских добровольцев имени Калиновского вошел в состав Вооруженных сил Украины.
21 мая батальон имени Кастуся Калиновского объявил о создании белорусского полка имени К. Калиновского, в который войдут батальоны «Литвин» и «Волат». Численность полка засекречена, но счёт идёт на сотни человек. Полк является самым большим белорусским подразделением украинских войск. Ряд военнослужащих получили награды от Главного управления разведки (ГУР) Министерства обороны Украины.
Полку также оказывают информационную поддержку «Киберпартизаны».
В июле 2022 года стало известно о батальоне «Террор», который 19 августа был выделен из состава полка, сохранив название.

## Цели
Цель полка — защита Украины от России и её освобождение, сообщает портал «Хартия’97». Впоследствии планируется освобождать Беларусь от режима Лукашенко. Один из бойцов полка поясняет: «Начало моему решению положил 2020 год, он зарядил очень сильную ненависть к нашим властям, ко всему происходящему, к Кремлю и России. И, соответственно, когда уже началась война во всей Украине, для меня это уже было что-то личное, мне стало больно. И я подумал как могу помочь в этой ситуации». Другой боец подчёркивает: «Всю свою сознательную жизнь я общаюсь с украинцами, очень хорошо к ним отношусь. Поэтому я не нашёл для себя возможным оставаться в безопасности в то время, когда здесь гибнут люди».

## Вооружение
В полку есть пулемёты, «Стингеры», «Джавелины», бельгийские «Cкары», 120-мм чешский миномет.

## Потери
По состоянию на 9 марта 2024 года известно о семнадцати погибших солдатах полка (информация о некоторых не разглашается по соображениям безопасности):
1. Алексей Тур Скобля (Герой Украины)[21][22]
2. Дмитрий Террор Апанасович (погиб под Ирпенем)[18][23]
3. Павел Волат Суслов[24]
4. Иван Брест Марчук[25]
5. Михаил Юнгер Шавельский[26]
6. Василий Атом Грудовик[20]
7. Василий Сябро Парфенков[20]
8. Вадим Папик Шатров[20]
9. Мирослав Мыш Лозовский[20]

## Реакция

Бело-красно-белый флаг с колюмнами в форме тризуба белорусской диаспоры на Украине, который также использует полк имени Кастуся Калиновского

Создание полка поддержала лидер белорусской оппозиции Светлана Тихановская, которая отметила, что «все больше и больше людей из Беларуси присоединяются, чтобы помочь украинцам защитить свою страну», а Александр Лукашенко, тем временем, назвал волонтеров «сумасшедшими гражданами».
МВД Белоруссии 26 марта 2022 года заявило, что им известно о 50 участниках белорусского батальона на Украине, и их ждет уголовная ответственность. Об этом сообщил в эфире телеканала СТВ заместитель начальника ГУБОПиК Михаил Бедункевич. В сентябре того же года белорусские власти объявили полк и его подразделения экстремистским формированием; создание экстремистского формирования и участие в нём является уголовным преступлением по белорусским законам.
В июне 2023 года Рада Белорусской Народной Республики впервые с 1952 года вручила орден Железного Рыцаря — посмертно им был награждён боец полка Мирослав Лозовский.
25 сентября 2024 года Верховный суд Белоруссии признал Полк Калиновского террористической организацией.
В 2025 году пятерых участников Полка Калиновского белорусские власти заочно приговорили к длительным тюремным срокам и крупным штрафам.